# Campionato nordamericano femminile di pallavolo 1991
Il XII campionato nordamericano femminile di pallavolo si è svolto nel 1991 a Regina, in Canada. Al torneo hanno partecipato 7 squadre nazionali nordamericane e la vittoria finale è andata per l'ottava volta, la quarta consecutiva, a Cuba.

## Classifica finale
| Classifica | Squadre         |
| ---------- | --------------- |
|            | Cuba            |
|            | Stati Uniti     |
|            | Canada          |
| 4          | Messico         |
| 5          | Rep. Dominicana |
| 6          | Porto Rico      |
| 7          | Bahamas         |